# Eva Wipf
Eva Wipf (* 23. Mai 1929 in Santo Ângelo do Paraiso, Brasilien; † 29. Juli 1978 in Brugg) war eine Schweizer surrealistische Malerin und Objektkünstlerin.

## Leben und Werk
Eva Wipf war die älteste Tochter des Missionars Johannes Wipf und der Frieda, geborene Hablützel. Sie verbrachte in Santo Ângelo do Paraiso ihre ersten fünf Lebensjahre. Die Familie kehrte 1934 nach Buch im Kanton Schaffhausen zurück. Hier verbrachte Eva Wipf mit ihren vier Geschwistern ihre Jugend und besuchte die Schulen in Buch, Ramsen und Schaffhausen.
Nach der Realschule begann Eva Wipf 1946 eine Lehre als Keramikmalerin in der Tonwarenfabrik Ziegler in Thayngen und brach diese nach einem Jahr wieder ab. Während dieser Zeit entdeckte sie für sich die Pittura metafisica und fing autodidaktisch an zu malen und zu zeichnen.
Als ihre Familie 1949 nach Brasilien zurückkehrte, blieb Eva Wipf in der Schweiz und konnte ihre Bilder in zahlreichen Ausstellungen zeigen. Auch beteiligte sie sich an verschiedenen Gruppenausstellungen, so in Schaffhausen, Zürich und Aarau. Später sah Willi Baumeister ihre Arbeiten und bot ihr an, sie zu unterrichten, was sie jedoch ablehnte. Es folgten mehrere Studienreisen nach Amsterdam, Paris, München und Florenz.
Von 1953 bis 1966 lebte Eva Wipf in Zürich, wo sie eine Zeitlang ein Atelier in der «Künstlergemeinschaft Südstrasse» führte und Mario Comensoli kennen lernte. Ab 1965 lösten ihre grossformatigen Collagen mit politischen und weltanschaulichen Inhalten, u. a. Umweltthemen, die Malerei allmählich ab. Nach einer heftigen Auseinandersetzung mit der Künstlergemeinschaft zog Eva Wipf 1966 nach Merenschwand zu ihrer Mäzenin Mariann Werner. Nach der Rückkehr von einer Wallfahrt zur Madonna di Laghetto bei Nizza schuf sie 1967 erste Assemblagen-Schreine mit religiös-meditativen Themen, welche fortan ihr künstlerisches Schaffen prägten.
Später befasste sie sich mit dem Chaotischen, Zwiespältigen, Brüchigen und Dämonischen und verarbeitete auch Themen wie Alchemie und transzendentale Erfahrungen. Ihre konstante Auseinandersetzung mit den beiden extremen Polen der utopisch-friedlichen Ruhe und den unbewussten-chaotischen Bereichen hatte Eva Wipf in ihren Phasen der lähmenden Depression wie auch in ihren extrem aktiven Schaffensphasen begleitet. Ihre Zerrissenheit versuchte sie durch Psychopharmaka und Alkohol zu lindern, was jedoch nicht gelang. Zudem hatte Eva Wipf als Aussenseiterin und Einzelgängerin in den späteren Jahren wenig Erfolg und kaum gesellschaftliche Anerkennung.
Eva Wipf erhielt 1959 und 1965 ein Stipendium von der Stadt Zürich sowie 1968 und 1969 einen Studienbeitrag des Kantons Zürich. 1975 erhielt sie ein Stipendium für ein Werkjahr vom Aargauer Kuratorium.
Als eines ihrer Hauptwerke gilt Verstummter Altar, ein grosser Schrein mit defekten Lautsprechern, mit zwei Zithern als Flügel, deren Saiten gesprungen sind und deren Oberflächen vermodern.
Nachdem Eva Wipf 1972 von einer Weltreise zurückgekommen war, ermöglichte es ihr ein Gönner aus Zürich, dass sie ein Haus in Brugg kaufen konnte und eine monatliche Zuwendung von 1000 Franken erhielt. Eva Wipf lebte dort zurückgezogen, bis sie 49-jährig in der Altstadt von Brugg verstarb.
Der «Verein Museum Eva Wipf» in Pfäffikon betreut ihren Nachlass.